# La Dimensión Latina 77
Dimensión Latina 77 (Internacional) es el octavo álbum de la agrupación venezolana Dimensión Latina. Fue editado en 1976 por la disquera Top Hits en formato larga duración de vinilo a 33⅓ RPM. Este fue el primer disco de la agrupación sin el cantante y bajista original Oscar D'León, quien se separó para iniciar su carrera como solista. D'León fue sustituido por Argenis Carruyo en las voces y Gustavo Carmona en el bajo, mientras que la producción recayó en manos de César Monge.
El sencillo "Para Tu Altar" se convirtió en corto tiempo en un gran éxito comercial de la orquesta. Una dato interesante de esta producción musical es el tema "Aquí Te Espero" interpretado originalmente por Oscar D'Leon y Wladimir el cual se archivó en los estantes de la compañía Top Hits

## Canciones
Lado A
1. No me mires así(Paquito Lopez Vidal) - Canta: Wladimir Lozano
2. Reír y cantar(Hector Lavoe/Cesar Monje) - Canta: Argenis y Wladimir
3. Dos corazones(Rafael Hernández) -  Canta: Wladimir y Argenis
4. Para tu altar(July Mendoza) - Canta: Argenis Carruyo
5. Cuando me faltas tú(Cruz Maria Canopoi) - Canta: Wladimir Lozano

Lado B
1. Dame tu querer(José Rodríguez) - Canta: Argenis Carruyo
2. Aquí te espero(Maria Hernandez) - Canta: Wladimir y Argenis
3. El paseíto(Cesar Augusto Anuel Morales) - Canta: Argenis Carruyo
4. Delirio(Cesar Portillo De La Luz) - Canta: Wladimir Lozano
5. Lluvia con nieve (Mon Rivera)(instrumental)

## Créditos (alfabético)
Músicos
- Argenis Carruyo: Voz, maracas
- Carlos Guerra: 1.er trombón, coros
- César Monje: 2.º trombón, coros
- Elio Pacheco: Tumbadora
- Gustavo Carmona: Bajo
- Jesús Narvaez: Piano
- José Rodríguez: Timbal, timbalito
- José Rojas: 3.er trombón, coros
- Wladimir Lozano: Voz, güiro, coros

Producción
- Arreglos y dirección musical: César Monge
- Arte: Luis A. Generani
- Fotografía Contraportada: Oswaldo Silva
- Grabado en Estudio Intersonido C.A.
- Técnicos de grabación: Armando Benavides, A. Verde
- Técnicos de matrizado: R. Estrella

- Datos: Q5963183